# Automeris subobscura
Automeris subobscura är en fjärilsart som beskrevs av Gustav Weymer 1909. Automeris subobscura ingår i släktet Automeris och familjen påfågelsspinnare. Inga underarter finns listade i Catalogue of Life.